# Рат у Хрватској
Рат у Хрватској је био војни сукоб на подручју бивше Социјалистичке Републике Хрватске од 1991. до 1995. године, узрокован изласком Хрватске из састава Социјалистичке Федеративне Републике Југославије.
Рат се на почетку водио између припадника хрватског Министарства унутрашњих послова и крајишких Срба, али се брзо у сукоб умешала и Југословенска народна армија. Руководство Југославије је помоћу савезне армије покушало да Хрватску задржи у саставу федерације. За вријеме распада заједничке државе на територији Хрватске која је била насељена Србима проглашена је краткотрајна међународно непризната држава — Република Српска Крајина. Хрватска је то сматрала покушајем да се територија Хрватске укључи у састав Србије. Тада је почела борба између Хрватске војске и Српске војске Крајине. Споразум о прекиду ватре је потписан у јануару 1992. године, а на територију Хрватске су уведене Мировне снаге ОУН, због чега је оружани сукоб успорен. У мају 1992. Уједињене нације су признале Хрватску као независну државу. Хрватска војска је 1995. године спровела двије велике офанзивне операције, што је довело до заузимања великог дела територије Српске Крајине. Рат је завршен Ердутским и Дејтонским споразумом, према којима је Источна Славонија, Барања и Западни Срем у састав Хрватске ушла 1998. године. Сукоб је праћен међусобним етничким чишћењем и српског и хрватског становништва.
Као резултат рата, Хрватска је стекла независност и остварила свој територијални интегритет. Током оружаних дејстава, многа села и градови су уништени или озбиљно оштећени. Штета нанесена националној економији Хрватске ратним дејствима се процјењује на 37 милијарди долара. Током рата је погинуло укупно 22 хиљаде људи. Велики број хрватски избјеглица је протјеран са територије под контролом Срба од 1991. до 1992. године. Истовремено, према извјештајима Комесаријата за избјеглице ОУН, до 1993. године 251.000 Срба је протјерано са територије под контролом Хрвата. Још један велики талас српских избјеглица (више од 220.000 људи) забиљежен је 1995. године послије хрватске операције Олуја. Након рата у Хрватску се вратило око 115.000 српских избјеглица.
У почетку вође Хрвата су говориле да је рат у Хрватској грађански рат, али убрзо се то променило и данас у Хрватској се за оружани сукоб користи термин „Домовински рат” (Отаџбински рат), али је чест и термин „Великосрпска агресија”. У српској литератури овај сукоб се најчешће назива „Рат у Хрватској” или рјеђе „Рат у Крајини”.

## Позадина сукоба

### Распад владајућег Савеза комуниста Југославије
Један од главних чинилаца који су довели до рата у Хрватској је нагли пораст национализма у Југославији током 1980-их и борба за власт у Југославији која се подударила са слабљењем левице у земљама источне Европе, а дефинитивно је наступила окончањем Хладног рата, односно, симболично, падом Берлинског зида 1989. када је комунизам у Југославији изгубио свој идеолошки потенцијал.
Скоро неограничену власт у Социјалистичкој Југославији до 1980. имао је Хрват Јосип Броз Тито (1892-1980). Преко њега Хрвати су имали највећи утицај на управљање државом. У то време направљен је и Устав из 1974. који је више испунио жеље присталица слабе средишње власти у СФРЈ, а мање је одговарао присталицама јединствене Југославије. Устав из 1974. створио је државни поредак у Југославији у коме су вође Хрвата (уз помоћ вођа Словенаца) задржале пресудни утицај на управу у СФРЈ, али и могућност да је разбију као државу. 
Током 1980-их, албански сецесионистички захтеви на Косову су довели до међуетничких тензија и незадовољства код Срба (и Југословена) слабом средишњом влашћу, а то је довело до појаве политичара који су тражили јачање јединства у СР Србији и СФРЈ. Тако се појавио и Слободан Милошевић (Пожаревац, 20.8.1941- Хаг, 11.3.2006) који је постао вођа владајуће Комунистичке партије Србије у мају 1986. године, а у септембру 1987. потиснуо је своје противнике у Председништву СР Србије и постао главни вођа СР Србије.
Милошевић и његове присталице покушали су да остваре уједињење аутономних покрајина Војводине и Косова у СР Србију. Народна скупштина СР Србије усвојила је 28. марта 1989. измене устава СР Србије из 1974. које су требале омогућити јединство републике, али и већи утицај Србије у СФРЈ.
Јачање утицаја СР Србије у СФРЈ и у владајућој партији, Савезу комуниста Југославије (СКЈ) изазвало је незадовољство код политичких вођа Хрватске и Словеније, који нису били спремни да прихвате јачање утицаја из Србије у СФРЈ. Вође република Словеније и Хрватске су тражиле даљу децентрализацију, док је Србија заговарала централизам, а тако се појавио нерешив проблем у јединој и владајућој партији Савеза комуниста Југославије. Сукоб у владајућем Савезу комуниста у СФРЈ омогућило је пораст национализма, који се јавио чак и редовима Савез комуниста Југославије. У јануару 1990. одржан је 14. конгрес СКЈ на коме су представници Словеније затражили реорганизацију, ове тада владајуће партије, у савез независних странака што није пре свих осталих одговарало српском делу ове партије предвођеном Слободаном Милошевићем, а приликом гласања словеначки предлог није изгласан. Неспособни да прихвате да су мањина представници Словеније напустили су конгрес, а исто је урадила и хрватска делегација.

### Победа ХДЗ-а и припреме Хрватске владе за рат
Још 1989. основано је неколико политичких партија, међу њима и Хрватска демократска заједница, на челу са Фрањом Туђманом. Распад Савеза комуниста Југославије у јануару 1990. олакшао је припремање вишестраначких избора. На сабору новостворене ХДЗ у Загребу крајем фебруара 1990. њен вођа Ф. Туђман рекао је да Независна Држава Хрватска није била само издајничка творевина, већ и израз жеља и снова Хрвата Спомињање НДХ као "жеље" Хрвата подсетило је Србе да је пре око педесет година, током Другог светског рата, у тадашњој НДХ, била је спровођена усташка политика да се једна трећина Срба побије, једна трећина покрсти, а једна трећина расели. Сећање на ту злочиначку државу и страх од ње остао је присутан код Срба.
ХДЗ, која је засновала своју кампању на тежњи за независношћу Хрватске и изразитој антијугословенској политици, победила је на априлско-мајским изборима 1990. у Хрватској испред Социјалдемократске партије Хрватске, реформисаних комуниста Ивице Рачана. Због тога, код неких Срба појавио се страх да Туђман може направити државу која ће вршити насиља (политичка и војна) према Србима слична оним из времена НДХ.
Након победе ХДЗ на изборима 1990. године, Хрватска је отворила врата за повратак људи који су спроводили усташку политику током Другог светског рата. У Загреб су се вратили неки од бивших министара Анте Павелића (Винко Николић) и многобројни високи службеници усташког режима, међу којима и Иво Ројница, командант Дубровника у Другом светском рату.
Српски народ у Хрватској 1990. осетио се угроженим због поновне појаве усташких симбола, који су били симбол страха и геноцида почињеног према српском и другим народима у Другом светском рату, те повратка људи у државу који су спроводили такву политику и могуће рестаурације државе у којој би био угрожен њихов опстанак.
Словенија и Хрватска су након вишестраначких избора почеле да се залажу за преобликовање Југославије, па су заговарале о лабаву конфедерацији, док се са српске стране није напуштала идеја федералне државе, односно статус кво.
Свађе политичких вођа Хрвата и Срба пренеле су се на сукобе на спортским теренима. На дан 13. маја 1990. у Загребу је требало да се одржи фудбалска утакмица између загребачког Динама и београдске Црвене звезде. На утакмици су избили нереди који су резултовали са преко 60 повређених људи. Истог дана је Благоје Аџић, начелник Генералштаба ЈНА, издао наредбу о преузимању наоружања и муниције ТО-а и њиховом складиштењу у складиштима ЈНА. Међутим, већ у јуну 1990. Хрватска почиње са илегалним увозом оружја из Мађарске и преко Мађарске из Чилеа и других земаља.
Нови хрватски Сабор је 30. маја имао своје прво заседање, а председник Туђман је објавио свој манифест за нови устав и велики број политичких, економских и друштвених промена, међу којима је најављена и промена статуса Срба у Хрватској од конститутивног народа на статус мањине. Локални српски политичари су се супротставили новом уставу, на темељу чињенице да се умањују права српског становништва и да се овиме ствара могућност да Срби буду угрожени. Ово се заиста и десило када је устав усвојен годину дана касније.
Срби у Хрватској су 17. августа одржали референдум који Хрватска власт није признала, а на којем се 99,7% грађана (махом српске националности) изјаснило за аутономију унутар Хрватске. Хрватска влада је покушала да спречи референдум пославши полицијске снаге да одузму оружје из побуњених полицијских станица у подручјима које су насељавали Срби. Локални Срби су блокирали путеве у јужним деловима Хрватске, углавном око Книна. Овај инцидент је познат под именом Балван револуција. Хрватска је на блокаду путева одговорила слањем специјалних одреда полиције у хеликоптерима, али су их пресрели авиони Југословенског ратног ваздухопловства и приморали их да се врате у Загреб.
Формирано је Српско национално веће, које је касније постало влада Републике Српске Крајине, а на његовом челу се налазио Милан Бабић, председник општине Книн.
Дана 30. септембра 1990. Српско национално веће је прогласило „аутономију српског народа на етничким и историјским територијама на којима он живи, а које су унутар садашњих граница Републике Хрватске као федералне јединице Социјалистичке Федеративне Републике Југославије“.
У другој половини 1990. влада Хрватске је почела да купује оружје и спрема се за грађански рат против ЈНА и СФРЈ. Владе Републике Хрватске је намеравала да направи нову војску од ТО Републике Хрватске и делова њеног МУП-а и са том војском води грађански рат против ЈНА и присталица Југославије (то јест првенствено Срба и Југословена). ЈНА је знала за те припреме и војна контраобавештајна служба (КОС) средином октобра 1990. снимила је увожење оружај теретним камионима из Мађарске у Хрватску. Такође су снимљене изјаве министра одбране Републике Хрватске, бившег генерал-пуковника ЈНА, Мартина Шпегеља на тајним састанцима са његовим помагачима, који су одржавани од октобра до децембра 1990. а у којима је говорио да су купљене десетине хиљада аутоматских пушака - калашњикова (АК47) за Хрвате, а да ће Србе покасапити. О ЈНА Шпегељ је рекао: „Ми смо у рату са војском … Организоваћемо убијање војника и старешина ... То ће бити грађански рат без милости...”
Парламент Хрватске је 22. децембра 1990. изгласао нови Устав, са променом статуса Срба у Хрватској који су тако од конститутивног народа постали национална мањина. На основу пописа из 1991. (Попис становништва домаћинстава, станова и пољопривредних господарстава 31. март 1991), у Хрватској је живело око 12% Срба од укупно око 4,7 милиона становника. За време пописа 1910. у Хрватској и Славонији било је 24,5% Срба . До пада броја Срба дошло је услед спроведеног геноцида у Другом светском рату. Резултате новог пописа хрватска власт је користила као аргумент за одузимање правног статуса српском народу у Хрватској што је подстакло даље заоштравање хрватско-српских односа. Након ратификације Устава многи Срби су почели да губе посао у државној администрацији у Хрватској. Ово је изазвало додатне тензије.
У исто време, Словенија је такође била на путу ка својој независности. Словенија је организовала референдум о својој независности 23. децембра 1990, дан после доношења новог устава у Хрватској. На референдуму се 88% од укупног броја гласача изјаснило за независност Словеније од СФРЈ.
Према одбрамбеном плану Југословенске народне одбране, осмишљеном након de facto независности Хрватске и Словеније, уведен је централизовани систем одбране чиме је замењен дотадашњи по коме је свака од република СФРЈ имала снаге Територијалне одбране. Републике су овим изгубиле своје дотадашње улоге у одбрани, а њихове територијалне одбране су требале бити разоружане и под контролом команде ЈНА која се налазила у Београду.

## Зараћене стране
Југословенска народна армија је основана током Другог светског рата из герилског рата против сила Осовине. Успех партизанског покрета је довео до тога да ЈНА заснује велики део своје стратегије на герилском рату. Политичка ситуација у Европи током Хладног рата и политички положај Југославије у то време, условили су да су стратези ЈНА очекивали нападе од стране НАТО и Варшавског пакта. Очекујући да ће током оваквих сукоба бити бројчано надјачана, одлучено је да се користи герилска стратегија, што се показало катастрофалним у насталом рату пошто се ЈНА нашла у положају да је остала без локалне подршке.
ЈНА је на папиру деловала као моћна сила са 2000 тенкова и 300 млазних авиона (совјетске или домаће производње). Међутим у 1991. већина те опреме је била стара 30 година: основни Т-54/55 тенк и авион МиГ-21 су чинили 60% и 40% тенковских и ваздушних снага. Насупрот томе, модернији и јефтинији против-тенковски (као 9М113 Конкурс) и против-авионски (као 9К34 Стрела) пројектили су постојали у великим количинама и били су дизајнирани да униште много напредније наоружање. Такође, ЈНА је била мултиетничка војска. Политички сукоби и пораст национализма су изазивали дезертерство људи (посебно школованог кадра из развијенијих северних крајева као што су Мартин Шпегељ и Антон Тус), што је умањило ефикасност војске. Након повлачења ЈНА 1992, одреди ЈНА у Хрватској су реорганизовани у Српску војску Крајине, која је организацијски била директан наследник ЈНА уз мало побољшања. Током 1991. важну улогу у снагама ЈНА и Срба су имале паравојне јединице попут: Српске гарде, Српске добровољачке гарде, Белих орлова, Српског четничког покрета, итд.
На почетку сукоба хрватска војска је била у формирању. Током раних периода рата недостатак војних јединица је значило веће ангажовање хрватских полицијских јединица. Касније су специјални одреди полиције чинили језгро нове војске, Збор народне гарде (касније Хрватска војска). Хрватска војска је основана 1990, али није била развијена до 1993. На почетку је била слабо наоружана, а многе јединице су основане ненаоружане или са оружјем из периода Другог светског рата. Хрватска војска је имала мало тенкова (уз ветеране из Другог светског рата попут Т-34), а њено ваздухопловство се састојало од неколико двокрилаца Антонов Ан-2 за запрашивање поља који су преправљени да бацају бомбе ручне израде. Међутим, одреди су формирани на локалној основи, чиме је омогућено да војници бране свој крај, односно, омогућила се боља мотивисаност и боље познавање терена. У августу 1991, Хрватска војска је имала мало више од 20 бригада, а до краја рата тај број се попео на 60 путем мобилизације која је наређена 5. октобра 1991. Освајање касарни ЈНА у бици за касарне је омогућило прибављање недостајуће војне опреме. Локални добровољци и организације попут ХОС су рано организоване да би се решио проблем недостатка људства, али су касније интегрисане у војску.
До 1995. Хрватска војска је уз стручну помоћ официра америчке војске израсла у ефикасну силу засновану на елитним гардијским бригадама и мање ефикасним домобранским и регуларним бригадама. Ова реорганизација је омогућила у завршним операцијама рата, вршење брзих пробоја гардијским бригадама док су остале јединице имале задатак чувања линије фронта и опкољавање српских снага.

## Хронологија главних догађаја
| Датум                              | Догађај                                                                        |
| 8. август 1989.                    | Увођење вишепартијског система у СФРЈ                                          |
| 20—22. јануар 1990.                | 14. ванредни Конгрес СКЈ                                                       |
| 4. март 1990.                      | Митинг на Петровој Гори                                                        |
| 13. мај 1990.                      | Нереди на Максимиру                                                            |
| 25. јул 1990.                      | Шаховница постаје државни симбол Хрватске                                      |
| 25. јул 1990.                      | Сабор у Србу                                                                   |
| 17. август 1990.                   | Балван револуција                                                              |
| октобар 1990.                      | Илегално наоружавање Хрватске                                                  |
| 22. децембар 1990.                 | Сабор прогласио нови Устав                                                     |
| 25. јануар 1991.                   | Афера Шпегељ                                                                   |
| 1. март 1991.                      | Сукоб у Пакрацу                                                                |
| 31. март 1991.                     | Крвави Ускрс на Плитвицама                                                     |
| 2. мај 1991.                       | Инцидент у Боровом Селу                                                        |
| 2. мај 1991.                       | Задарска Кристална ноћ                                                         |
| 25. јун 1991.                      | Проглашење независности Словеније и Хрватске, Брионски договор                 |
| пролеће и лето 1991.               | Минирање српских локала у Вуковару                                             |
| лето и јесен 1991.                 | Убијања Срба у Вуковару                                                        |
| лето и јесен 1991.                 | Нестанци Срба у Сиску                                                          |
| 21. септембар 1991.                | Злочин на Коранском мосту                                                      |
| септембар 1991.                    | почиње битка за Вуковар                                                        |
| 14—19. септембар 1991.             | главни део битке за касарне                                                    |
| 29. септембар — 4. октобар 1991.   | Сукоб у Бјеловару                                                              |
| 1. октобар 1991.                   | почиње блокада Дубровника                                                      |
| 5. октобар 1991.                   | Хрватска започиње општу мобилизацију                                           |
| 5. октобар 1991.                   | Убиство породице Рокнић у Карловцу                                             |
| 10. октобар 1991.                  | Масакр у Ловасу                                                                |
| 11. октобар 1991.                  | Основан Логор Рибарска колиба                                                  |
| 16—18. октобар 1991                | Масакр у Госпићу                                                               |
| 20. октобар 1991.                  | Баћински масакр                                                                |
| 31. октобар 1991—4. новембар 1991. | Операција Откос 10                                                             |
| 18. новембар 1991.                 | крај битке за Вуковар                                                          |
| 18. новембар 1991.                 | Масакр у Овчари                                                                |
| 18. новембар 1991.                 | Масакр у Шкабрњи                                                               |
| 7. децембар 1991.                  | Убиство породице Зец у Загребу                                                 |
| 12. децембар 1991—3. јануар 1992.  | Операција Оркан 91                                                             |
| 13. децембар 1991.                 | Воћински масакр                                                                |
| 5. јануар 1992.                    | Основан Логор Лора                                                             |
| 15. фебруар 1992.                  | Признавање Хрватске                                                            |
| 21. фебруар 1992.                  | Почетак мисије УНПРОФОР и размештање војника у Хрватској и Босни и Херцеговини |
| 21. јун 1992.                      | Напад на Миљевачки плато                                                       |
| 22. јануар 1993.                   | Операција Масленица                                                            |
| 9—17. септембар 1993.              | Операција Медачки џеп                                                          |
| 1—3. мај 1995.                     | Операција Бљесак                                                               |
| 2—3. мај 1995.                     | Ракетирање Загреба                                                             |
| 4—7. август 1995.                  | Операција Олуја                                                                |
| 7. август 1995.                    | Злочин на Петровачкој цести                                                    |
| 12. новембар 1995.                 | Ердутски споразум                                                              |

## Рат

### 1991.
Почетком 1991. неповерење је довело до потпуног отказивања послушности Милиције САО Крајине МУП-у Хрватске. Председништво СФРЈ је 9. јануара 1991. покушало Наредбом о расформирању свих оружаних састава који нису у саставу јединствених оружаних снага СФРЈ извршити разоружавање две нове војске које су настајале на територији Републике Хрватске и САО Крајине, али наредба није извршена, а припреме за оружани сукоб су настављене.  У пролеће 1991. Срби у Хрватској прогласили су део територије својом државом, док је дана 19. децембра 1991. године усвојен је први Устав Републике Српске Крајине.
Од почетка марта 1991. у Хрватској је почело ширити “стање ни рата, ни мира”. Срби полицајци преузели су зграду полиције у Пакрацу 1. марта 1991. године, али у јутарњим сатима 2. марта 1991. специјалци МУП-а Хрватске ушли су насилно у Пакрац и заузели зграде милиције и општине. Истог, 2.3.1991. Борисав Јовић, као председник Председништва СФРЈ, потписао је одобрење да ЈНА први пут у Хрватској изађе на улице 2. марта 1991. и да спречи даље сукобе. У Пакрац је дошла оклопна јединица ЈНА, али је из једног возила МУП-а Хрватске пуцано и на ЈНА, а нападнути војници су узвратили ватру и оштетили возило МУП-а Хрватске које се повукло. После тога данима није било сукоба, али је било јасно да ће они доћи.
Први значајнији оружани сукоби полиције Републике Хрватске са Србима, који су тражили да остану у Југославији, у коме је било и погинулих на подручју Републике Хрватске догодио се 31. марта 1991. инцидент на Плитвичким језерима. До већег сукоба је дошло 2. маја 1991. у Борову Селу, код Вуковара. Начелник МУП-а у Винковцима Стјепан Бошњак са неколико десетина припадника МУП-а Хрватске ушао је возилима у средиште Борова Села, али дошло је до сукоба са наоружаним Србима. Убијено је 12 „редарственика” (МУП Хрватске), али и 3 цивилна лица (Срби), а рањено је око 20 лица. После два сата пуцњаве, у Борово су ушла оклопна возила ЈНА на улице између сукобљених страна и зауставила даље убијање.
Излазак ЈНА на улице између сукобљене полиције Републике Хрватске, која је подржавала жеље власти из Загреба за одвајање од Југославије, и наоружаних Срба, који су тражили да остану у Југославији, довео је до јавног позива председника Хрватске Фрање Туђмана да се пружи отворени отпор ЈНА. Зато је дошло до великог окупљања цивила испред Команде војно-поморске области (ВПО) у Сплиту и напада на војнике ЈНА 6. маја 1991.
Током 1991. вршене су масовне ликвидације Срба по градовима, с циљем да се заплаше остали и напусте део под контролом Хрватске.
Само у Сиску је нестало и ликвидирано око 100 Срба цивила, а у Осијеку је убијено стотинак српских цивила.
Срби су одвођени из Загреба и на Пакрачкој пољани, ликвидирано је око 280 српских цивила из градова. Само у ноћи између 16. и 17. октобра 1991. године у граду Госпићу, припадници хрватске војске хапсе 150 Срба и одводе их у непознатом правцу. Међу њима је било 48 жена.
Велики број убистава догодио се у на подручју Вуковара у коме је МУП Хрватске покушао преузети потпуну контролу од почетка априла 1991. године, али сукоб се завршио поразом Хрватске 18. новембра 1991. када је ЈНА потпуно преузела Вуковар, а на подручју Вуковара 1991. укупно је убијено око 3.000 лица.
Хрватске снаге спроводе од 30. октобра до 4. новембра 1991. операцију Откос 10, са циљем да се подручја Билогоре и Грубишног поља очисте од снага територијалне одбране и српског становништва. У овој успешној операцији, цело подручје Билогоре и Грубишног поља, као и град Дарувар, стављени су под контролу Хрватске, убијено је 30 а више од 4.000 Срба је протерано. Паралелно са овом операцијом, Хрватска спроводи и акцију Оркан 91, којом су места Липик и Пакрац такође очишћена и заузета. Подручје западне Славоније које је контролисала Република Српска Крајина значајно је умањено.
Током 1991. године у три наврата одвијало се гранатирање Шида.
Од децембра 1991, након низа неуспешних прекида ватре, Уједињене нације су разместиле мировне снаге у делове Хрватске које су држали Срби. Ове снаге су распоређене да би се надгледао и одржавао споразум о прекиду ватре, све до коначног решења. Циљ је био да се заштити сво становништво на територијама које се нашло под контролом УН.

### 1992.
Рата не било да га Хрватска није желела али ми смо проценили да само тако можемо остварити самосталност.

Фрањо Туђман, председник Хрватске на тргу Бана Јелачића, у обраћању хрватском народу, 24. марта 1992.
Двадесет прво примирје по реду под покровитељством Уједињених нација је почело јануара 1992.
На дан 7. јануара 1992. Емир Шишић, пилот ЈНА је оборио хеликоптер Европске заједнице који је ненајављено летео из Београда у Хрватску преко ваздушног простора Мађарске. Том приликом је погинуло 5 посматрача.
Европска заједница је признала Хрватску 15. јануара 1992. Након овог признања, ЈНА се по споразуму постепено повлачила из Хрватске. Хрватска је постала чланица Уједињених нација 22. маја 1992. ЈНА се постепено повлачила из Хрватске, а Срби из Крајине задржали су своје територије.
Сукоб у Хрватској је настављен, али у слабијем интензитету. Хрватске снаге су извеле неколико мањих операција које није спречило чак ни присуство снага Уједињених нација. Хрватској није одговарало одржање статуса кво после одласка ЈНА, па је вршила нападе на разним деловима, да би преузимала територију. Операције у овом периоду су:
- Напад на Миљевачки плато
- У дубровачком залеђу
  - Операција Тигар - 1. јул—13. јул 1992.
  - у Конавлима, 20. септембар—24. септембар 1992.
  - у Влаштици, 22. септембар—25. септембар 1992.
- на Крижевом брду код Бибиња и Задра.

Славонски Брод и Жупања су бомбардоване из делова Босне и Херцеговине које су држали Срби.

### 1993.
Операција Масленица, од 22. јануара па до краја 1993. године, одвијала се на Равним Котарима, Велебиту и у залеђу Бенковачке општине. У овој операцији заузети су: Ровањска, Масленица, Јасенице, Новиград, аеродром Земуник, дио Равних Котара односно села Мурвица, Црно, Пољице, Смоковић, Земуник (део), Ислам Латински, Ислам Грчки и Кашић. Заузета је већа територија од стране Хрватске војске, а Република Српска Крајина након ове операције није више имала директан излаз на Јадран. Погинуло је 348 српских војника и цивила, у збеговима умрло још 165 лица, а прогнано око 10.000.
Операција Медачки џеп извршена је у септембру 1993. године, кад су хрватске снаге опустошиле малу област у планинама у личком региону, што је изазвало међународни инцидент. Убијено је 88 људи, међу њима већи број стараца и жена. Несталим важи још 4 лица искључиво старијих годишта, а све процене говоре да су и они убијени. У овој агресији хрватске војске на српску територију није било рањених. Села Дивосело, Читлук и Почитељ сравњена су са земљом. Након престанка операције потписан је споразум којим се вршила демобилизација Медачког џепа и његово стављање под пуну контролу УН. Током спровођења споразума дошло је до сукоба између канадских и хрватских војних снага. Оваква промена једног дела трупа УН у нетолерисању кршења резолуција и спровођењу споразума била је изненађење јер су трупе УНПРОФОР-а најчешће избегавале борбу и нису биле мотивисане да узму учешће у процесу спровођења мира.
После ове операције и оваквог одговора УНПРОФОР-а, Хрватска војска није извршила ниједну офанзивну акцију следећих 12 месеци. Углавном је наставила рат у Босни. Хашки трибунал је касније процесуирао хрватске генерале и официре: Јанка Бобетка, Рахима Адемија и Мирка Норца, због оптужби за ратне злочине током те акције.

### 1994.
Алија Изетбеговић и Фрањо Туђман потписују споразум 18. марта у Вашингтону о оснивању Босанско-Хрватске Федерације. Овим споразумом Хрватска склапа мир са бошњацима чиме врши тактичке припреме за борбу против Срба.
Марта 1994. власти Крајине су потписале споразум о прекиду ватре.
Крајем 1994. хрватска војска је неколико пута интервенисала у Босни: од 1. до 3. новембра у операцији Цинцар код Купреса, и од 29. новембра до 24. децембра у операцији Зима '94 на Динари и код Ливна. Ове операције су предузете да би се смањио притисак на Бихаћки џеп, и да би се пришло Книну са севера и тако га окружити са три стране.
Током овог периода вођени су неуспешни преговори између власти Хрватске и Републике Српске Крајине у којима су посредовале УН. Теме су биле отварање за саобраћај дела ауто-пута Загреб-Славонски Брод код Окучана, као и статус Срба у Хрватској.

### 1995.
Операција Бљесак је почела 1. маја 1995. године, а завршила се за само 36 сати. У 5:30 ујутру припадници 3. и 5. хрватске гардијске бригаде и специјалне полиције кренули су из три смера на територију коју су под контролом држали Срби. До поподнева 2. маја готово сви Срби су протерани, а они који нису директно нападнути, били су принуђени да се предају код Пакраца.
У лето 1995. године, хрватске и бошњачке снаге су се удружиле и заузеле стратешки важне босанске градове који су до тада били под контролом тамошњих Срба: Гламоч, Босанско Грахово и Дрвар, као и доње Ливањско поље. Овим је пресечена линија снабдевања Срба у Хрватској и окружен град Книн са три стране.
Операција Олуја је почела рано изјутра, 4. августа. НАТО авион је бомбардовао српски радар на планини Пљешевици, а затим је почела масовна артиљеријска паљба на фронту дугом 630 km. Хрватске 4. и 7. гардијска бригада су пробиле фронт и убрзо заузеле Книн 5. августа, и већи део северне Далмације. До 6. августа, 1. хрватска гардијска бригада је извршила пробој на територију око града Слуња, северно од Плитвица, и напредовала до границе са Босном и Херцеговином где су се састали са бошњачким снагама на западу Босне. Увече 7. августа, операција је званично завршена јер је већина границе са Босном била под контролом Хрвата. Завршетком операције Олуја окончане су војне операције у овом рату.

### Егзодус
Током операције Олуја догодио се масовни егзодус српског народа. Непрегледне колоне становника у колима, запрегама, на тракторима, приколицама, као и пешке, могле су се видети на путевима ка Србији. Овај догађај је медијски пропраћен али није постојала јединствена и снажна политичка реакција међународне заједнице. Различите су процене о укупном броју том приликом избеглих Срба. Колоне избеглица биле су бомбардоване од стране хрватске војске, што су потврдили и посматрачи УН. Исто се догађало да у избегличке колоне цивила, хрватски војници упадају у исте, затим малтретирају и убијају српске избеглице.
Повратак ових људи у своја родна места траје и дан-данас.

## Последице
Након рата променила се политичка подела југоисточне Европе. Као последица победе хрватских власти укинута је Република Српска Крајина. Хрватска је још током овог рата била призната као независна држава. СФРЈ више није постојала. Током овог рата Србија и Црна Гора формирале су заједничку државу под називом Савезна Република Југославија која је требала наставити континуитет СФРЈ.
Такође, променила се и војно безбедносна слика на Балкану. Некадашња Југославија сматрана је по јачини петом војном силом на свету. Она више није постојала, а уместо ње је током рата на истом простору настало пет нових држава са својим војно безбедносним снагама: Словенија, Хрватска, Босна и Херцеговина, Македонија и СР Југославија.
Током рата је од 465 православних цркава спаљено и срушено 87, а оштећено 195.

### Избеглице
На демографском дијаграму од 1992—2003. уочава се тренд наглог пада броја становника у периоду 1992-96. што је период рата и времена непосредно након рата. Овај тренд показује разлику на почетку овог периода и на крају од око 300.000 људи, односно популација Хрватске је пала са око 4,7 милиона на 4,4 милиона становника. Ипак, из овог дијаграма се не може уочити колико је број настрадалих а колики број избеглих.
Формирана су прихватилишта за избеглице током рата од стране суседних земаља али таква прихватилишта су постојала и у другим државама, као нпр. Канади.
Постојале су различите процене о укупном броју избеглица из ратом захваћених подручја (ту се мислило и на подручја захваћена ратом у Босни). Ипак, већина оцена је била да је Србија прихватила већину избеглица са ових простора.

### Број настрадалих и избеглих
Како је нестала Република Српска Крајина број настрадалих у овом рату остао је отворен проблем.
Према српским и руским изворима:
- 447.316 људи је расељено
  - око 251.000 избегло је од 1991. до 1993.[50][51]
  - око 250.000 људи је избегло током и непосредно након операције Олуја.[52][53][54]

Према хрватским изворима:
- око 90.000[55] је избегло након операције Олуја.

Према међународним изворима:
- око 300.000 (Амнести интернашонал[тражи се извор]) а у августу 2005, око 200.000 избеглица након операције Олуја је још увек дислоцирано у суседним државама.
- око 200.000 (Би-Би-Си)[56][57] је избегло током операције Олуја
- око 250.000 (УН) избегло је непосредно пред, током и након операције Олуја
- око 150.000-300.000 (Међународни кривични трибунал за бившу Југославију).[58]

### Опасност од минских поља
У ратом захваћеним подручјима је и данас опасност од мина и других неексплодираних убојних средстава веома реална. Та опасност је најизраженија на бившим линијама фронта. Процењује се, да на целом подручју Хрватске постоји још око 240.000 мина и других неексплодираних убојних средстава. Пошто минска поља највећим делом нису картографисана, њихово чишћење је веома отежано. Највише су погођене следеће области:
- Источна Славонија (30 до 50 km пре границе са Србијом и према граници са Мађарском, посебно око Вуковара и Винковаца);
- Западна Славонија (Дарувар, Пакрац, Вировитица);
- западна и југозападна погранична подручја са Босном и Херцеговином (јужно од Сиска и Карловца, источно од Огулина, Оточца, Госпића, источна ивица града Задра и у залеђини приморја између Сења и Сплита као и у брдима југоисточно од Дубровника).